# Virginia Slims of Utah
Il Virginia Slims of Utah è stato un torneo femminile di tennis giocato dal 1980 al 1985. Si è disputato a Salt Lake City negli USA su campi in cemento.

## Albo d'oro

### Singolare
| Anno | Campionessa     | Finalista           | Punteggio     |
| ---- | --------------- | ------------------- | ------------- |
| 1980 | Virginia Ruzici | I. Madruga-Osses    | 6-1, 6-3      |
| 1983 | Yvonne Vermaak  | Felicia Raschiatore | 6-2, 0-6, 7-5 |
| 1984 | Yvonne Vermaak  | Terry Holladay      | 6-1, 6-2      |
| 1985 | Stephanie Rehe  | Camille Benjamin    | 6-2, 6-4      |

### Doppio
| Anno | Campionesse                     | Finaliste                         | Punteggio     |
| ---- | ------------------------------- | --------------------------------- | ------------- |
| 1980 | Virginia Ruzici Pam Teeguarden  | Barbara Jordan Joanne Russell     | 6-4, 7-5      |
| 1983 | Cláudia Monteiro Yvonne Vermaak | Amanda Brown Brenda Remilton-Ward | 6-1, 3-6, 6-4 |
| 1984 | Anne Minter Elizabeth Minter    | Heather Crowe Robin White         | 6-1, 6-2      |
| 1985 | Svetlana Černeva Larisa Neiland | Rosalyn Fairbank Beverly Mould    | 7-5, 6-2      |